# ロッカ・インペリアーレ
ロッカ・インペリアーレ（イタリア語: Rocca Imperiale）は、イタリア共和国カラブリア州コゼンツァ県にある、人口約3,300人の基礎自治体（コムーネ）。

## 地理

### 位置・広がり

#### 隣接コムーネ
隣接するコムーネは以下の通り。括弧内のMTはマテーラ県所属を示す。
- カンナ
- モンテジョルダーノ
- ノーヴァ・シーリ (MT)

## 姉妹都市
- ヴァレンツァ、イタリア